# Vicki Lewis

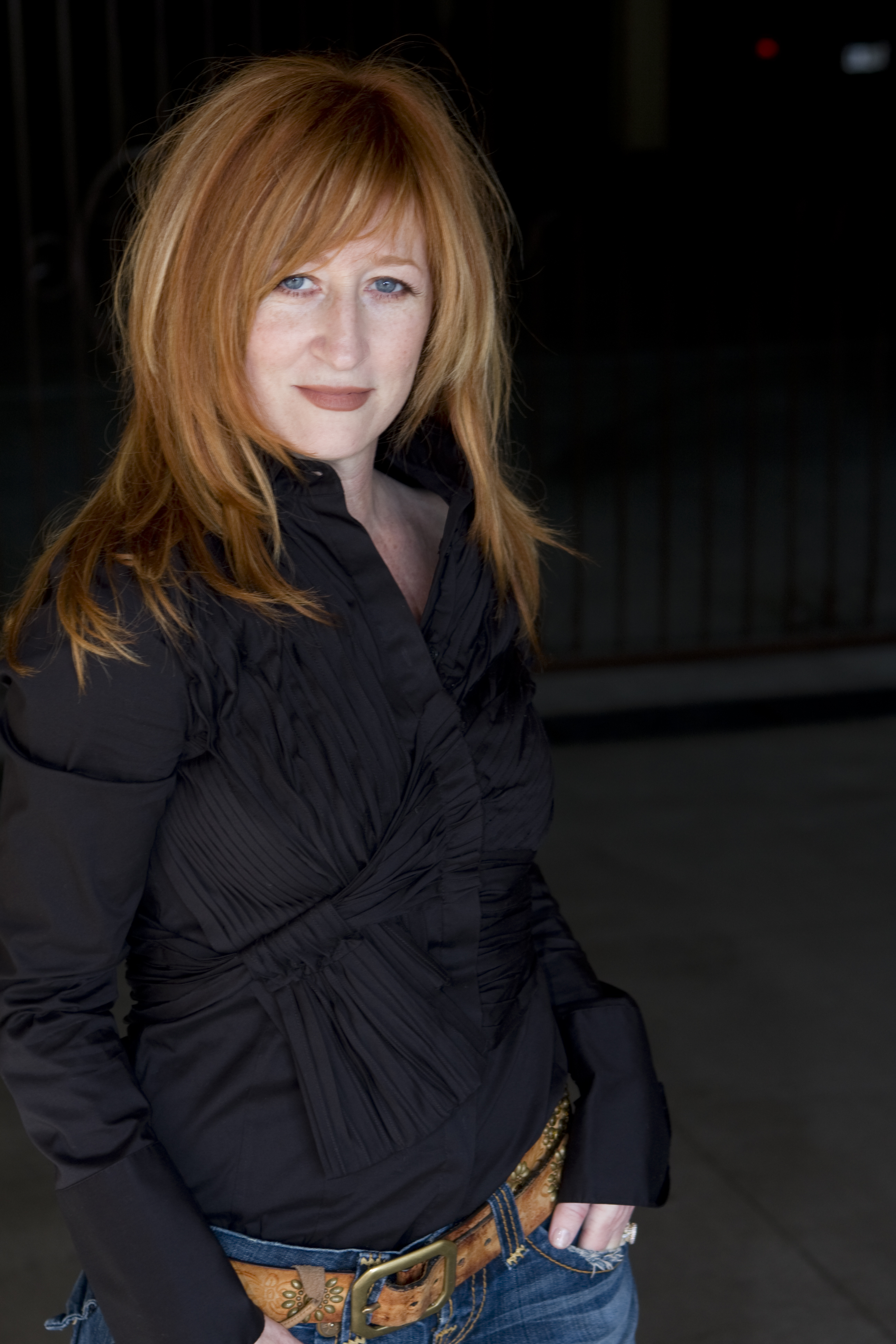
Vicki Lewis (2011)

Vicki Lewis  (* 17. März 1960 in Cincinnati, Ohio) ist eine US-amerikanische Schauspielerin, Bühnendarstellerin und Synchronsprecherin. Große Bekanntheit erlangte Lewis durch die NBC-Sitcom NewsRadio.

## Leben und Karriere
Vicki Lewis wurde als Tochter von Marlene, einer Leiterin eines Pflegeheims, und Jim Lewis, einem Fluglotsen, geboren. Sie hat eine Schwester, Denise. Lewis schloss die Anderson High School in ihrer Heimatstadt Cincinnati im Jahr 1979 ab. Sie besuchte die University of Cincinnati, wo sie Musiktheater studierte und ihren Abschluss am dortigen College-Conservatory of Music Cincinnati machte. Anschließend zog sie nach New York City.
Sie begann mit Nebenrollen in Film- und Fernsehproduktion. Es folgten Auftritte in diversen Fernsehserien, unter anderem Hör mal, wer da hämmert, NewsRadio und How I Met Your Mother. In Godzilla spielte sie Dr. Elsie Chapman. Im Animationsfilm Findet Nemo und der Fortsetzung Findet Dorie war sie als Synchronstimme zuhören.
Lewis war in einer langjährigen Beziehung mit Nick Nolte. Die beiden begannen eine achtjährige Beziehung während der Dreharbeiten zu Geht's hier nach Hollywood? Seit 2008 ist sie mit dem Toningenieur Philip G. Allen verheiratet.

## Filmografie (Auswahl)
- 1992: Hör mal, wer da hämmert (Home Improvement, 3 Folgen)
- 1994: Geht's hier nach Hollywood? (I'll Do Anything, Film)
- 1994: Seinfeld (2 Folgen)
- 1995–1999: NewsRadio (96 Folgen)
- 1997: Mäusejagd (Mouse Hunt, Film)
- 1997–2002: Rugrats (5 Folgen, Stimme)
- 1998: Godzilla (Film)
- 1999–2002: Mission Hill (13 Folgen)
- 2001–2002: Three Sisters (20 Folgen)
- 2003: Findet Nemo (Finding Nemo, Film, Stimme)
- 2007–2010: Betsy's Kindergarten Adventures (17 Folgen, Stimme)
- 2008: Bones – Die Knochenjägerin (Bones, Folge 4x08)
- 2009: Dr. Dolittle 5 (Dr. Dolittle: Million Dollar Mutts, Film)
- 2009: Die nackte Wahrheit (The Ugly Truth, Film)
- 2009: The Middle (Folge 1x07)
- 2009–2010: Sonny Munroe (Sonny with a Chance, 5 Folgen)
- 2011: Batman: The Brave and the Bold (2 Folgen)
- 2011–2012: How I Met Your Mother (3 Folgen)
- 2014: Tom und Jerry und der verlorene Drache (Tom and Jerry: The Lost Dragon, Film, Stimme)
- 2016: Findet Dorie (Finding Dory, Film, Stimme)
- 2017: Making History (Folge 1x04)
- 2019: The Blacklist (Folge 6x17)
- 2020: Die Goldbergs (The Goldbergs, Folge 9x01)